# Adolphe Goupil
Adolphe Goupil (ur. 11 marca 1806 w Paryżu, zm. 9 maja 1893 tamże) – francuski marszand, założyciel firmy Goupil & Cie.
Był z nim związany długoletnią umową m.in. Józef Chełmoński, kupił od niego 23 obrazy.